# Pitxorines
Pitxorines és un grup de música folk mallorquí format per nou al·lotes d'arreu de l'illa. A la seva proposta musical, revisen el cançoner popular mallorquí donant un punt innovador amb arrenjaments propis que beuen de la música tradicional, clàssica i el jazz.
Amb formació prèvia a diferents conservatoris superiors, com el Liceu o el CSMIB, aquest grup tocà en públic per primer pic dia 4 de gener de 2023 per oferir una jam session al local de l’associació s’Escat, a Manacor. S'ajuntaren amb la voluntat de conèixer altres dones músics del seu territori i, després de la seva primera mostra, tornaren a actuar tant a Mallorca com a Catalunya. El nom del grup, atribuït a Maria Antònia Gili després d'una recerca per les rondalles mallorquines, vol dir «al·lota jove, alegre i falaguera», paraula usada al Llevant de l'illa i actualment es desús.
A finals del 2023, el grup creà una campanya a la plataforma de micromecenatge Verkami amb l'objectiu de cercar finançament per a l'enregistament del seu primer àlbum, així com la creació de marxandatge i continguts audiovisuals. A principis de 2024, sortiren a la llum els dos primers singles, «En Pep no té nas» i «Vou, veri, vou», com a avançament del seu disc debut. Finalment, dia 22 de març, es publicà l'àlbum en format físic i digital, per Produccions Blau. Amb el títol «Un so qui no es gasta», el presentaren en públic per primera vegada al Teatre Principal d'Inca.
El primer àlbum de Pitxorines ha estat reconegut tant per la crítica especialitzada com per votació popular com a Millor disc de folk als Premis Enderrock de la música Balear 2024. Al mateix any, el Consell de Mallorca i la DO Oli de Mallorca també atorgaren el premi Gota d'Oli 2024 al grup de folk mallorquí.
El novembre de 2024 sortí a la llum la seua primera nadala titulada «Jo li duc un paneret», com a part de l’EP digital «Floquets i neules», que consta de dues cançons.

## Membres
- Aina Tramullas (veu), de Puigpunyent.[1]
- Maria Adrover (flabiol i tamborino, xeremies, flauta travessera, veu), de Campos.[1]
- Rosa Garcias (flauta travessera i veu), de Llucmajor.[1]
- Maria Antònia Gili (flugel), d’Artà.[1]
- Sinéad Cormican (violí i veu), de Calvià.[1]
- Carmela Cristos (violoncel), de Marratxí.[1]
- Masé Jara (contrabaix i veu), de Palma.[1]
- Sílvia Rechac (piano), de Capdepera.[1]
- Bel Miquel (percussió), de Manacor.[1]

## Discografia

### Senzills
- «En Pep no té nas» (2024)
- «Vou, veri, vou» (2024)

### Àlbums
- Un so qui no es gasta (2024)
- Floquets i neules (2024)